# Temporada 2016 del Campeonato Mundial de Superbikes
La Temporada 2016 del Campeonato Mundial de Superbikes es la 29.ª temporada del Campeonato del Mundo de Superbikes. Comenzó el 27 de febrero en Phillip Island y terminó el 30 de octubre en el Losail International Circuit después de 13 rondas.

## Pilotos y equipos
| Parrilla 2016                      | Parrilla 2016 | Parrilla 2016          | Parrilla 2016 | Parrilla 2016             | Parrilla 2016 |
| Equipo                             | Constructor   | Moto                   | N.º           | Piloto                    | Rondas        |
| ---------------------------------- | ------------- | ---------------------- | ------------- | ------------------------- | ------------- |
| Kawasaki Racing Team               | Kawasaki      | Kawasaki ZX-10R        | 1             | Jonathan Rea              | Todas         |
| Kawasaki Racing Team               | Kawasaki      | Kawasaki ZX-10R        | 66            | Tom Sykes                 | Todas         |
| MV Agusta Reparto Corse            | MV Agusta     | MV Agusta 1000 F4      | 2             | Leon Camier               | Todas         |
| Team GoEleven                      | Kawasaki      | Kawasaki ZX-10R        | 4             | Gianluca Vizziello        | 5–6           |
| Team GoEleven                      | Kawasaki      | Kawasaki ZX-10R        | 40            | Román Ramos               | 1–4, 7–13     |
| Grillini Racing Team               | Kawasaki      | Kawasaki ZX-10R        | 4             | Gianluca Vizziello        | 8–13          |
| Grillini Racing Team               | Kawasaki      | Kawasaki ZX-10R        | 9             | Dominic Schmitter         | Todas         |
| Grillini Racing Team               | Kawasaki      | Kawasaki ZX-10R        | 16            | Josh Hook                 | 3–6           |
| Grillini Racing Team               | Kawasaki      | Kawasaki ZX-10R        | 19            | Sahustchai Kaewjaturaporn | 2             |
| Grillini Racing Team               | Kawasaki      | Kawasaki ZX-10R        | 54            | Toprak Razgatlıoğlu       | 1             |
| Grillini Racing Team               | Kawasaki      | Kawasaki ZX-10R        | 86            | Sheridan Morais           | 7             |
| Pata Yamaha Official WorldSBK Team | Yamaha        | Yamaha YZF-R1          | 6             | Cameron Beaubier          | 7             |
| Pata Yamaha Official WorldSBK Team | Yamaha        | Yamaha YZF-R1          | 22            | Alex Lowes                | Todas         |
| Pata Yamaha Official WorldSBK Team | Yamaha        | Yamaha YZF-R1          | 50            | Sylvain Guintoli          | 1–5, 10–13    |
| Pata Yamaha Official WorldSBK Team | Yamaha        | Yamaha YZF-R1          | 59            | Niccolò Canepa            | 8–9           |
| Aruba.it Racing – Ducati           | Ducati        | Ducati 1199 Panigale R | 7             | Chaz Davies               | Todas         |
| Aruba.it Racing – Ducati           | Ducati        | Ducati 1199 Panigale R | 34            | Davide Giugliano          | Todas         |
| Team Tóth                          | Yamaha        | Yamaha YZF-R1          | 10            | Imre Tóth                 | 1–3, 6–7, 11  |
| Team Tóth                          | Yamaha        | Yamaha YZF-R1          | 56            | Péter Sebestyén           | 1–5, 8–13     |
| Team Tóth                          | Yamaha        | Yamaha YZF-R1          | 82            | Karel Pešek               | 12            |
| Team Tóth                          | Yamaha        | Yamaha YZF-R1          | 119           | Paweł Szkopek             | 4–10, 13      |
| Pedercini Racing                   | Kawasaki      | Kawasaki ZX-10R        | 11            | Saeed Al Sulaiti          | Todas         |
| Pedercini Racing                   | Kawasaki      | Kawasaki ZX-10R        | 13            | Anthony West              | 6–10, 12      |
| Pedercini Racing                   | Kawasaki      | Kawasaki ZX-10R        | 20            | Sylvain Barrier           | 1–3           |
| Pedercini Racing                   | Kawasaki      | Kawasaki ZX-10R        | 44            | Lucas Mahias              | 4–5           |
| Pedercini Racing                   | Kawasaki      | Kawasaki ZX-10R        | 76            | Matthieu Lagrive          | 11            |
| Pedercini Racing                   | Kawasaki      | Kawasaki ZX-10R        | 91            | Leon Haslam               | 13            |
| Barni Racing Team                  | Ducati        | Ducati 1199 Panigale R | 12            | Javier Forés              | Todas         |
| Yamaha Thailand Racing Team        | Yamaha        | Yamaha YZF-R1          | 14            | Anucha Nakcharoensri      | 2             |
| IodaRacing Team                    | Aprilia       | Aprilia RSV4 RF        | 15            | Alex de Angelis           | Todas         |
| IodaRacing Team                    | Aprilia       | Aprilia RSV4 RF        | 32            | Lorenzo Savadori          | Todas         |
| Milwaukee BMW                      | BMW           | BMW S1000RR            | 17            | Karel Abraham             | 1–11, 13      |
| Milwaukee BMW                      | BMW           | BMW S1000RR            | 25            | Josh Brookes              | Todas         |
| Althea BMW Racing Team             | BMW           | BMW S1000RR            | 21            | Markus Reiterberger       | 1–8, 10–13    |
| Althea BMW Racing Team             | BMW           | BMW S1000RR            | 35            | Raffaele De Rosa          | 9             |
| Althea BMW Racing Team             | BMW           | BMW S1000RR            | 35            | Raffaele De Rosa          | 13            |
| Althea BMW Racing Team             | BMW           | BMW S1000RR            | 81            | Jordi Torres              | Todas         |
| Desmo Sport Ducati                 | Ducati        | Ducati 1199 Panigale R | 46            | Mike Jones                | 1             |
| 3ART                               | Yamaha        | Yamaha YZF-R1          | 57            | Alex Plancassagne         | 11            |
| Honda World Superbike Team         | Honda         | Honda CBR1000RR SP     | 60            | Michael van der Mark      | Todas         |
| Honda World Superbike Team         | Honda         | Honda CBR1000RR SP     | 69            | Nicky Hayden              | Todas         |
| VFT Racing                         | Ducati        | Ducati 1199 Panigale R | 61            | Fabio Menghi              | 8–9           |
| VFT Racing                         | Ducati        | Ducati 1199 Panigale R | 99            | Luca Scassa               | 6–7, 10–13    |
| VFT Racing                         | Ducati        | Ducati 1199 Panigale R | 151           | Matteo Baiocco            | 2–5           |
| Team ASPI                          | BMW           | BMW S1000RR            | 94            | Matthieu Lussiana         | 3–4, 7, 11–12 |

| Leyenda             | Leyenda |
| ------------------- | ------- |
| Piloto Titular      |         |
| Piloto Invitado     |         |
| Piloto de reemplazo |         |

## Calendario y resultados
| Calendario 2016 | Calendario 2016 | Calendario 2016 | Calendario 2016                       | Calendario 2016  | Calendario 2016      | Calendario 2016  | Calendario 2016 | Calendario 2016            | Calendario 2016 |
| Ronda           | Ronda           | País            | Circuito                              | Fecha            | Superpole            | Vuelta Rápida    | Piloto Ganador  | Equipo Ganador             |                 |
| --------------- | --------------- | --------------- | ------------------------------------- | ---------------- | -------------------- | ---------------- | --------------- | -------------------------- | --------------- |
| 1               | R1              | Australia       | Phillip Island Grand Prix Circuit     | 27 de febrero    | Tom Sykes            | Davide Giugliano | Jonathan Rea    | Kawasaki Racing Team       |                 |
| 1               | R2              | Australia       | Phillip Island Grand Prix Circuit     | 28 de febrero    | Tom Sykes            | Chaz Davies      | Jonathan Rea    | Kawasaki Racing Team       |                 |
| 2               | R1              | Tailandia       | Chang International Circuit           | 12 de marzo      | Michael van der Mark | Jonathan Rea     | Jonathan Rea    | Kawasaki Racing Team       |                 |
| 2               | R2              | Tailandia       | Chang International Circuit           | 13 de marzo      | Michael van der Mark | Jonathan Rea     | Tom Sykes       | Kawasaki Racing Team       |                 |
| 3               | R1              | España          | Motorland Aragón                      | 2 de abril       | Tom Sykes            | Chaz Davies      | Chaz Davies     | Aruba.it Racing – Ducati   |                 |
| 3               | R2              | España          | Motorland Aragón                      | 3 de abril       | Tom Sykes            | Chaz Davies      | Chaz Davies     | Aruba.it Racing – Ducati   |                 |
| 4               | R1              | Países Bajos    | TT Circuit Assen                      | 16 de abril      | Tom Sykes            | Chaz Davies      | Jonathan Rea    | Kawasaki Racing Team       |                 |
| 4               | R2              | Países Bajos    | TT Circuit Assen                      | 17 de abril      | Tom Sykes            | Jonathan Rea     | Jonathan Rea    | Kawasaki Racing Team       |                 |
| 5               | R1              | Italia          | Autodromo Enzo e Dino Ferrari         | 30 de abril      | Chaz Davies          | Chaz Davies      | Chaz Davies     | Aruba.it Racing – Ducati   |                 |
| 5               | R2              | Italia          | Autodromo Enzo e Dino Ferrari         | 1 de mayo        | Chaz Davies          | Chaz Davies      | Chaz Davies     | Aruba.it Racing – Ducati   |                 |
| 6               | R1              | Malasia         | Sepang International Circuit          | 14 de mayo       | Tom Sykes            | Tom Sykes        | Tom Sykes       | Kawasaki Racing Team       |                 |
| 6               | R2              | Malasia         | Sepang International Circuit          | 15 de mayo       | Tom Sykes            | Davide Giugliano | Nicky Hayden    | Honda World Superbike Team |                 |
| 7               | R1              | Reino Unido     | Donington Park                        | 28 de mayo       | Tom Sykes            | Jonathan Rea     | Tom Sykes       | Kawasaki Racing Team       |                 |
| 7               | R2              | Reino Unido     | Donington Park                        | 29 de mayo       | Tom Sykes            | Jonathan Rea     | Tom Sykes       | Kawasaki Racing Team       |                 |
| 8               | R1              | Italia          | Misano World Circuit Marco Simoncelli | 18 de junio      | Tom Sykes            | Tom Sykes        | Jonathan Rea    | Kawasaki Racing Team       |                 |
| 8               | R2              | Italia          | Misano World Circuit Marco Simoncelli | 19 de junio      | Tom Sykes            | Alex Lowes       | Jonathan Rea    | Kawasaki Racing Team       |                 |
| 9               | R1              | Estados Unidos  | Mazda Raceway Laguna Seca             | 9 de julio       | Tom Sykes            | Chaz Davies      | Jonathan Rea    | Kawasaki Racing Team       |                 |
| 9               | R2              | Estados Unidos  | Mazda Raceway Laguna Seca             | 10 de julio      | Tom Sykes            | Tom Sykes        | Tom Sykes       | Kawasaki Racing Team       |                 |
| 10              | R1              | Alemania        | EuroSpeedway Lausitz                  | 17 de septiembre | Chaz Davies          | Chaz Davies      | Chaz Davies     | Aruba.it Racing – Ducati   |                 |
| 10              | R2              | Alemania        | EuroSpeedway Lausitz                  | 18 de septiembre | Chaz Davies          | Javier Forés     | Jonathan Rea    | Kawasaki Racing Team       |                 |
| 11              | R1              | Francia         | Circuit de Nevers Magny-Cours         | 1 de octubre     | Jonathan Rea         | Tom Sykes        | Chaz Davies     | Aruba.it Racing – Ducati   |                 |
| 11              | R2              | Francia         | Circuit de Nevers Magny-Cours         | 2 de octubre     | Jonathan Rea         | Tom Sykes        | Chaz Davies     | Aruba.it Racing – Ducati   |                 |
| 12              | R1              | España          | Circuito de Jerez                     | 15 de octubre    | Tom Sykes            | Tom Sykes        | Chaz Davies     | Aruba.it Racing – Ducati   |                 |
| 12              | R2              | España          | Circuito de Jerez                     | 16 de octubre    | Tom Sykes            | Chaz Davies      | Chaz Davies     | Aruba.it Racing – Ducati   |                 |
| 13              | R1              | Catar           | Losail International Circuit          | 29 de octubre    | Jonathan Rea         | Chaz Davies      | Chaz Davies     | Aruba.it Racing – Ducati   |                 |
| 13              | R2              | Catar           | Losail International Circuit          | 30 de octubre    | Jonathan Rea         | Jonathan Rea     | Chaz Davies     | Aruba.it Racing – Ducati   |                 |

## Estadísticas

### Clasificación de Pilotos
| Pos. | Piloto         | Moto      | PHI | PHI | CHA | CHA | ARA | ARA | ASS | ASS | IMO | IMO | SEP | SEP | DON | DON | MIS | MIS | LAG | LAG | LAU | LAU | MAG | MAG | JER | JER | LOS | LOS | Pts |
| Pos. | Piloto         | Moto      | R1  | R2  | R1  | R2  | R1  | R2  | R1  | R2  | R1  | R2  | R1  | R2  | R1  | R2  | R1  | R2  | R1  | R2  | R1  | R2  | R1  | R2  | R1  | R2  | R1  | R2  | Pts |
| ---- | -------------- | --------- | --- | --- | --- | --- | --- | --- | --- | --- | --- | --- | --- | --- | --- | --- | --- | --- | --- | --- | --- | --- | --- | --- | --- | --- | --- | --- | --- |
| 1    | Rea            | Kawasaki  | 1   | 1   | 1   | 2   | 2   | 3   | 1   | 1   | 2   | 2   | 2   | 3   | 3   | 2   | 1   | 1   | 1   | Ret | Ret | 1   | 4   | 2   | 3   | 2   | 2   | 3   | 498 |
| 2    | Sykes          | Kawasaki  | 5   | 6   | 2   | 1   | 3   | 2   | Ret | 2   | 3   | 3   | 1   | 8   | 1   | 1   | 2   | 2   | 2   | 1   | 2   | 12  | 3   | 3   | 2   | 3   | 4   | 2   | 447 |
| 3    | Davies         | Ducati    | 2   | 10  | 4   | 3   | 1   | 1   | 2   | 5   | 1   | 1   | 3   | 4   | Ret | 3   | 4   | Ret | Ret | 3   | 1   | 6   | 1   | 1   | 1   | 1   | 1   | 1   | 445 |
| 4    | van der Mark   | Honda     | 3   | 2   | 3   | 4   | Ret | 7   | Ret | 3   | 7   | 9   | 7   | 6   | 8   | 8   | 3   | 10  | 4   | 7   | 6   | 8   | 2   | 5   | 5   | 6   | 9   | 11  | 267 |
| 5    | Hayden         | Honda     | 9   | 4   | Ret | 5   | 6   | Ret | 3   | 6   | 9   | 8   | 8   | 1   | 5   | 6   | Ret | 6   | 3   | 5   | 3   | 10  | Ret | 9   | 4   | 4   | 5   | 7   | 248 |
| 6    | Torres         | BMW       | 8   | 7   | 8   | 8   | 7   | 5   | 5   | 15  | 4   | 7   | 4   | 13  | 7   | 11  | 5   | 7   | 8   | 6   | 4   | Ret | 14  | 7   | 8   | 8   | 8   | 6   | 213 |
| 7    | Giugliano      | Ducati    | 4   | 3   | 18  | 10  | 5   | 6   | Ret | 8   | 5   | 4   | 6   | 2   | 2   | 7   | 14  | 3   | Ret | 2   | 7   | Ret | DNS | DNS | Ret | 13  | Ret | DNS | 197 |
| 8    | Camier         | MV Agusta | 7   | Ret | 11  | 11  | Ret | 16  | 4   | 9   | 6   | 5   | 10  | 9   | 4   | 5   | 8   | Ret | 11  | DNS | 5   | 4   | 7   | 4   | 7   | Ret | 18  | 13  | 168 |
| 9    | Forés          | Ducati    | Ret | DNS | 14  | Ret | 4   | 4   | 13  | 10  | 10  | 10  | 14  | 11  | 12  | 14  | Ret | 4   | 7   | 4   | 10  | 3   | 8   | 10  | Ret | Ret | 6   | 8   | 151 |
| 10   | Savadori       | Aprilia   | 12  | Ret | 10  | 9   | 10  | 11  | 6   | 4   | 8   | 11  | Ret | 14  | 6   | 4   | Ret | 5   | 6   | Ret | Ret | Ret | 5   | 6   | 13  | 10  | 10  | 12  | 150 |
| 11   | Guintoli       | Yamaha    | 6   | 5   | 7   | 6   | 9   | 10  | Ret | 11  | DNS | DNS |     |     |     |     |     |     |     |     | 9   | 5   | 9   | 8   | 6   | 5   | 3   | 4   | 141 |
| 12   | Lowes          | Yamaha    | Ret | 14  | 6   | Ret | 8   | 9   | 8   | 7   | 11  | 6   | 5   | Ret | DNS | DNS | 13  | 8   | 5   | 14  | 8   | Ret | 11  | 19  | Ret | 7   | 7   | 10  | 131 |
| 13   | de Angelis     | Aprilia   | Ret | 13  | 9   | 14  | 11  | 8   | 12  | DNS | 15  | 14  | Ret | 7   | Ret | 15  | 12  | 13  | 9   | DNS | 12  | 2   | 10  | 14  | 11  | Ret | 13  | Ret | 96  |
| 14   | Brookes        | BMW       | 10  | 9   | 15  | 16  | 13  | 13  | 11  | Ret | 14  | 13  | 11  | 12  | 14  | 9   | 11  | 14  | 13  | DNS | 14  | 7   | 12  | 11  | 10  | 12  | 15  | DNS | 89  |
| 15   | Ramos          | Kawasaki  | 11  | 12  | 12  | 12  | 12  | 12  | 9   | 12  | WD  | WD  |     |     | 13  | 13  | 9   | 12  | 15  | 10  | 13  | 9   | 13  | 13  | 12  | 11  | 14  | 14  | 89  |
| 16   | Reiterberger   | BMW       | Ret | 8   | 5   | 7   | 14  | 15  | 7   | 16  | 13  | 12  | Ret | 10  | 11  | 16  | 6   | Ret |     |     | Ret | Ret | 17  | 12  | 9   | 14  | Ret | 15  | 82  |
| 17   | Anthony West   | Kawasaki  |     |     |     |     |     |     |     |     |     |     | 9   | 5   | 10  | 12  | 10  | 11  | 12  | 9   | 11  | Ret |     |     | 14  | 9   |     |     | 64  |
| 18   | Abraham        | BMW       | 13  | 11  | Ret | 15  | 15  | 14  | Ret | 14  | 16  | Ret | 12  | Ret | 9   | Ret | Ret | 15  | 14  | 12  | Ret | 15  | 16  | 16  |     |     | Ret | Ret | 33  |
| 19   | Canepa         | Yamaha    |     |     |     |     |     |     |     |     |     |     |     |     |     |     | 7   | 9   | 10  | 8   |     |     |     |     |     |     |     |     | 30  |
| 20   | Haslam         | Kawasaki  |     |     |     |     |     |     |     |     |     |     |     |     |     |     |     |     |     |     |     |     |     |     |     |     | 11  | 5   | 16  |
| 21   | De Rosa        | BMW       |     |     |     |     |     |     |     |     |     |     |     |     |     |     |     |     | Ret | 11  |     |     |     |     |     |     | 12  | 9   | 16  |
| 22   | Baiocco        | Ducati    |     |     | 13  | 13  | Ret | 17  | 14  | Ret | 12  | Ret |     |     |     |     |     |     |     |     |     |     |     |     |     |     |     |     | 12  |
| 23   | Lagrive        | Kawasaki  |     |     |     |     |     |     |     |     |     |     |     |     |     |     |     |     |     |     |     |     | 6   | 15  |     |     |     |     | 11  |
| 24   | Scassa         | Ducati    |     |     |     |     |     |     |     |     |     |     | 13  | 17  | Ret | 17  |     |     |     |     | 15  | 11  | 15  | Ret | Ret | 16  | 16  | 16  | 10  |
| 25   | Mahias         | Kawasaki  |     |     |     |     |     |     | 10  | 13  | DNS | DNS |     |     |     |     |     |     |     |     |     |     |     |     |     |     |     |     | 9   |
| 26   | Beaubier       | Yamaha    |     |     |     |     |     |     |     |     |     |     |     |     | Ret | 10  |     |     |     |     |     |     |     |     |     |     |     |     | 6   |
| 27   | Schmitter      | Kawasaki  | 16  | 16  | 19  | 19  | 18  | 19  | DNQ | 20  | Ret | 15  | 16  | 19  | 15  | 18  | 17  | 16  | 16  | 13  | 16  | Ret | Ret | DNS | 17  | 18  | 19  | 18  | 5   |
| 28   | Vizziello      | Kawasaki  |     |     |     |     |     |     |     |     | DNQ | Ret | 18  | 16  |     |     | 20  | Ret | NC  | 17  | 19  | 13  | 21  | 17  | 16  | 15  | 21  | 17  | 4   |
| 29   | Szkopek        | Yamaha    |     |     |     |     |     |     | 17  | 18  | 18  | 17  | Ret | 18  | 16  | 19  | 15  | 20  | 18  | DNS | 17  | 14  |     |     |     |     | DNS | 20  | 3   |
| 30   | Jones          | Ducati    | 14  | Ret |     |     |     |     |     |     |     |     |     |     |     |     |     |     |     |     |     |     |     |     |     |     |     |     | 2   |
| 31   | Hook           | Kawasaki  |     |     |     |     | Ret | Ret | 16  | DNS | 17  | Ret | 15  | 15  |     |     |     |     |     |     |     |     |     |     |     |     |     |     | 2   |
| 32   | Barrier        | Kawasaki  | 15  | 15  | 16  | 17  | 16  | Ret |     |     |     |     |     |     |     |     |     |     |     |     |     |     |     |     |     |     |     |     | 2   |
| 33   | Sebestyén      | Yamaha    | 18  | 18  | 20  | 20  | 19  | 20  | DNQ | 19  | Ret | DNS |     |     |     |     | 16  | 18  | 17  | 16  | 18  | 16  | 19  | 18  | 15  | Ret | 20  | 19  | 1   |
| 34   | Al Sulaiti     | Kawasaki  | 17  | 17  | 17  | Ret | Ret | 21  | DNQ | DNQ | Ret | 16  | 17  | 20  | 17  | Ret | 19  | 19  | Ret | 15  | Ret | Ret | 18  | Ret | Ret | Ret | 17  | DNS | 1   |
| 35   | Lussiana       | BMW       |     |     |     |     | 17  | 18  | 15  | 17  |     |     |     |     | Ret | Ret |     |     |     |     |     |     | 20  | Ret | Ret | 17  |     |     | 1   |
|      | Menghi         | Ducati    |     |     |     |     |     |     |     |     |     |     |     |     |     |     | 18  | 17  | DNS | DNS |     |     |     |     |     |     |     |     | 0   |
|      | Tóth           | Yamaha    | 19  | 19  | 22  | 21  | 20  | 22  |     |     |     |     | 19  | 21  | 18  | Ret |     |     |     |     |     |     | Ret | 21  |     |     |     |     | 0   |
|      | Pešek          | Yamaha    |     |     |     |     |     |     |     |     |     |     |     |     |     |     |     |     |     |     |     |     |     |     | 18  | 19  |     |     | 0   |
|      | Nakcharoensri  | Yamaha    |     |     | 23  | 18  |     |     |     |     |     |     |     |     |     |     |     |     |     |     |     |     |     |     |     |     |     |     | 0   |
|      | Plancassagne   | Yamaha    |     |     |     |     |     |     |     |     |     |     |     |     |     |     |     |     |     |     |     |     | 22  | 20  |     |     |     |     | 0   |
|      | Kaewjaturaporn | Kawasaki  |     |     | 21  | 22  |     |     |     |     |     |     |     |     |     |     |     |     |     |     |     |     |     |     |     |     |     |     | 0   |
|      | Morais         | Kawasaki  |     |     |     |     |     |     |     |     |     |     |     |     | DNS | DNS |     |     |     |     |     |     |     |     |     |     |     |     | 0   |
|      | Razgatlıoğlu   | Kawasaki  | DNS | DNS |     |     |     |     |     |     |     |     |     |     |     |     |     |     |     |     |     |     |     |     |     |     |     |     | 0   |
| Pos. | Piloto         | Moto      | PHI | PHI | CHA | CHA | ARA | ARA | ASS | ASS | IMO | IMO | SEP | SEP | DON | DON | MIS | MIS | LAG | LAG | LAU | LAU | MAG | MAG | JER | JER | LOS | LOS | Pts |

| Color     | Resultado                                                               |
| --------- | ----------------------------------------------------------------------- |
| Oro       | Ganador                                                                 |
| Plata     | 2.ª plaza                                                               |
| Bronce    | 3.ª plaza                                                               |
| Verde     | Finalizó en los puntos                                                  |
| Azul      | Finalizó sin puntos                                                     |
| Azul      | NC - No clasificado                                                     |
| Violeta   | Ret - No terminó (Carrera)                                              |
| Rojo      | DNQ - No se clasificó                                                   |
| Negro     | DSQ - Descalificado                                                     |
| Blanco    | DNS - No empezó (carrera)                                               |
| Blanco    | WD - Retirado (fin de semana)                                           |
| Blanco    | C - Carrera cancelada                                                   |
| Sin color | DNP - Inscrito pero no participó                                        |
| Sin color | INJ - Lesionado                                                         |
| Sin color | EX - Excluido                                                           |
| Estado    | Resultado                                                               |
| Negrita   | Pole position                                                           |
| Cursiva   | Vuelta rápida                                                           |
| †         | Abandona, pero clasifica al completar el porcentaje requerido para ello |

### Clasificación de constructores
| Pos. | Constructor | PHI | PHI | CHA | CHA | ARA | ARA | ASS | ASS | IMO | IMO | SEP | SEP | DON | DON | MIS | MIS | LAG | LAG | LAU | LAU | MAG | MAG | JER | JER | LOS | LOS | Pts |
| Pos. | Constructor | R1  | R2  | R1  | R2  | R1  | R2  | R1  | R2  | R1  | R2  | R1  | R2  | R1  | R2  | R1  | R2  | R1  | R2  | R1  | R2  | R1  | R2  | R1  | R2  | R1  | R2  | Pts |
| ---- | ----------- | --- | --- | --- | --- | --- | --- | --- | --- | --- | --- | --- | --- | --- | --- | --- | --- | --- | --- | --- | --- | --- | --- | --- | --- | --- | --- | --- |
| 1    | Kawasaki    | 1   | 1   | 1   | 1   | 2   | 2   | 1   | 1   | 2   | 2   | 1   | 3   | 1   | 1   | 1   | 1   | 1   | 1   | 2   | 1   | 3   | 2   | 2   | 2   | 2   | 2   | 582 |
| 2    | Ducati      | 2   | 3   | 4   | 3   | 1   | 1   | 2   | 5   | 1   | 1   | 3   | 2   | 2   | 3   | 4   | 3   | 7   | 2   | 1   | 3   | 1   | 1   | 1   | 1   | 1   | 1   | 517 |
| 3    | Honda       | 3   | 2   | 3   | 4   | 6   | 7   | 3   | 3   | 7   | 8   | 7   | 1   | 5   | 6   | 3   | 6   | 3   | 5   | 3   | 8   | 2   | 5   | 4   | 4   | 5   | 7   | 342 |
| 4    | BMW         | 8   | 7   | 5   | 7   | 7   | 5   | 5   | 14  | 4   | 7   | 4   | 10  | 7   | 9   | 5   | 7   | 8   | 6   | 4   | 7   | 12  | 7   | 8   | 8   | 8   | 6   | 234 |
| 5    | Yamaha      | 6   | 5   | 6   | 6   | 8   | 9   | 8   | 7   | 11  | 6   | 5   | 18  | 16  | 10  | 7   | 8   | 5   | 8   | 8   | 5   | 9   | 8   | 6   | 5   | 3   | 4   | 225 |
| 6    | Aprilia     | 12  | 13  | 9   | 9   | 10  | 8   | 6   | 4   | 8   | 11  | Ret | 7   | 6   | 4   | 12  | 5   | 6   | Ret | 12  | 2   | 5   | 6   | 11  | 10  | 10  | 12  | 194 |
| 7    | MV Agusta   | 7   | Ret | 11  | 11  | Ret | 16  | 4   | 9   | 6   | 5   | 10  | 9   | 4   | 5   | 8   | Ret | 11  | DNS | 5   | 4   | 7   | 4   | 7   | Ret | 18  | 13  | 168 |
| Pos. | Constructor | PHI | PHI | CHA | CHA | ARA | ARA | ASS | ASS | IMO | IMO | SEP | SEP | DON | DON | MIS | MIS | LAG | LAG | LAU | LAU | MAG | MAG | JER | JER | LOS | LOS | Pts |